# Elezioni politiche in Italia del 1946
Le elezioni politiche in Italia del 1946 furono le prime elezioni libere della storia italiana dalla fine del periodo di dittatura fascista, che aveva interessato il Paese nel ventennio precedente, e le prime dalla fine della seconda guerra mondiale. Si tennero domenica 2 e lunedì 3 giugno e si votò per l'elezione di un'Assemblea Costituente, cui sarebbe stato affidato il compito di redigere la nuova carta costituzionale, ai sensi del Decreto legge luogotenenziale 151/1944.
Contemporaneamente si tenne un referendum istituzionale per la scelta fra Monarchia e Repubblica. 
Si trattò delle prime elezioni nazionali a suffragio universale, in cui quindi poterono votare anche le donne.
Le consultazioni videro il successo dei tre grandi partiti di massa del tempo, la somma dei cui voti raggiunse circa il 75%. La Democrazia Cristiana, partito di centro, ottenne la maggioranza relativa col 35% dei voti, e i partiti di sinistra, il Partito Socialista Italiano di Unità Proletaria e il Partito Comunista Italiano raggiunsero insieme quasi il 40% dei voti. Nettamente minoritario si rivelò il peso della destra, divisa tra liberali (Unione Democratica Nazionale), qualunquisti (Fronte dell'Uomo Qualunque) e monarchici (Blocco Nazionale della Libertà). Le elezioni sancirono comunque una variegata e plurale presenza di culture politiche fra cui, oltre ai partiti precedentemente menzionati, il Partito Repubblicano Italiano e il Partito d'Azione.

## Sistema di voto
Le elezioni dell'Assemblea Costituente si tennero con il sistema di voto introdotto con il decreto legislativo luogotenenziale n. 74 del 10 marzo 1946, dopo essere stato approvato dalla Consulta Nazionale il 23 febbraio 1946, che dette per la prima volta in Italia il diritto di voto alle donne.
Secondo la suddetta legge, i partiti presentavano in ogni circoscrizione una lista di candidati. L'assegnazione di seggi alle liste circoscrizionali avveniva con un sistema proporzionale utilizzando il metodo di Imperiali dei divisori con quoziente; determinato il numero di seggi guadagnati da ciascuna lista, venivano proclamati eletti i candidati che, all'interno della stessa, avessero ottenuto il maggior numero di preferenze da parte degli elettori, i quali potevano esprimere il loro gradimento per un massimo di quattro candidati.
I seggi e i voti residuati a questa prima fase venivano raggruppati poi nel collegio unico nazionale, all'interno del quale gli scranni venivano assegnati sempre col metodo dei divisori, ma utilizzando ora il quoziente Hare naturale ed esaurendo il calcolo tramite il metodo dei più alti resti.
La legge elettorale prevedeva l'elezione di 573 deputati, ma le elezioni non si poterono svolgere in Alto Adige (sotto amministrazione alleata, compresi i comuni di Anterivo, Bronzolo, Cortaccia, Egna, Lauregno, Magrè, Montagna, Ora, Proves, Salorno, Senale-San Felice e Trodena, allora facenti parte della provincia di Trento, i quali poterono però votare al referendum) e in Venezia Giulia (sotto amministrazione alleata e jugoslava) non sotto la piena sovranità italiana, però si svolsero nei comuni (allora piemontesi poi passati alla Francia) di Briga Marittima e di Tenda. Di conseguenza vennero eletti solo 556 costituenti.
Ebbero diritto di voto tutti gli italiani, uomini e per la prima volta, donne, di almeno 21 anni d'età. Gli aventi diritto al voto rappresentavano il 61,4% della popolazione.

### Circoscrizioni

Circoscrizioni elettorali italiane in vigore nel 1946.

Il territorio nazionale italiano venne suddiviso in 31 circoscrizioni plurinominali. Le circoscrizioni furono le seguenti:
1. Torino (Torino, Novara, Vercelli);
2. Cuneo (Cuneo, Alessandria, Asti);
3. Genova (Genova, Imperia, La Spezia, Savona);
4. Milano (Milano, Pavia);
5. Como (Como, Sondrio, Varese);
6. Brescia (Brescia, Bergamo);
7. Mantova (Mantova, Cremona);
8. Trento (Trento);
9. Verona (Verona, Padova, Vicenza, Rovigo);
10. Venezia (Venezia, Treviso);
11. Udine (Udine, Belluno);
12. Bologna (Bologna, Ferrara, Ravenna, Forlì);
13. Parma (Parma, Modena, Piacenza, Reggio Emilia);
14. Firenze (Firenze, Pistoia);
15. Pisa (Pisa, Livorno, Lucca, Massa e Carrara);
16. Siena (Siena, Arezzo, Grosseto);
17. Ancona (Ancona, Pesaro, Macerata, Ascoli Piceno);
18. Perugia (Perugia, Terni, Rieti);
19. Roma (Roma, Viterbo, Latina, Frosinone);
20. L'Aquila (Aquila, Pescara, Chieti, Teramo);
21. Benevento (Campobasso, Benevento);
22. Napoli (Napoli, Caserta);
23. Avellino (Avellino, Salerno);
24. Bari (Bari, Foggia);
25. Lecce (Lecce, Brindisi, Taranto);
26. Potenza (Potenza, Matera);
27. Catanzaro (Catanzaro, Cosenza, Reggio Calabria);
28. Catania (Catania, Messina, Siracusa, Ragusa, Enna);
29. Palermo (Palermo, Trapani, Agrigento, Caltanissetta);
30. Cagliari (Cagliari, Sassari, Nuoro);
31. Valle d'Aosta (Aosta).

### Simboli
Di seguito sono rappresentate le liste che si presentarono nel Collegio unico nazionale.

1 - Democrazia Cristiana
2 - Partito Socialista Italiano di Unità Proletaria
3 - Partito Comunista Italiano
4 - Unione Democratica Nazionale
5 - Fronte dell'Uomo Qualunque
6 - Partito Repubblicano Italiano
7 - Blocco Nazionale della Libertà
8 - Partito d'Azione
9 - Concentrazione Democratica Repubblicana
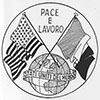
10 - Movimento Unionista Italiano
11 - Partito Cristiano Sociale

## Quadro politico

### Dalla Liberazione al Governo De Gasperi I
Terminata la seconda guerra mondiale, l'Italia si trovava economicamente e moralmente prostrata. Il Comitato di Liberazione Nazionale (CLN), composto da tutte le forze antifasciste, si mantenne unito anche dopo la fine della guerra nella formazione del Governo Parri. In questo governo erano riposte le speranze di poter attuare importanti riforme per superare il fascismo e avviare una nuova fase politica. Alle speranze però non seguirono i fatti, poiché il governo cadde dopo soli cinque mesi nel dicembre del 1945.
Con l’esercito degli Stati Uniti ancora sul territorio, furono gli stessi maggiori esponenti della sinistra, Togliatti (PCI) e Nenni (PSIUP) a placare gli animi, convinti comunque che in una futura consultazione avrebbero avuto la maggioranza necessaria per soddisfare il proprio elettorato. Era ormai chiaro, però, che la svolta politica non poteva non conseguire da elezioni democratiche. Vennero quindi indette, per il 2 giugno 1946, le elezioni per l'Assemblea Costituente e il referendum sulla scelta tra monarchia e repubblica. 
La scelta della data fu il frutto delle pressioni dei partiti di sinistra in quanto, in quel periodo, sarebbero stati più scarsi gli aiuti in arrivo dagli americani. Come testimonia la lettera del diplomatico americano presso il Vaticano, Harman Tittman, al Dipartimento di Stato, con la quale "per eliminare questi svantaggi a danno dei moderati" suggerisce di anticipare l'invio di tutte le navi destinate in Italia che trasportano grano ad una settimana antecedente le elezioni, dandone la giusta propaganda.
Nel frattempo il leader della Democrazia Cristiana, De Gasperi, fu incaricato di formare un nuovo governo, l'ultimo del Regno d'Italia, che ebbe il sostegno di tutto il CLN.

### Principali forze politiche
| Partito | Partito                                                 | Collocazione    | Ideologia principale      | Capo politico                 | Foto |
| ------- | ------------------------------------------------------- | --------------- | ------------------------- | ----------------------------- | ---- |
|         | Democrazia Cristiana (DC)                               | Centro          | Cristianesimo democratico | Alcide De Gasperi             |      |
|         | Partito Socialista Italiano di Unità Proletaria (PSIUP) | Sinistra        | Socialismo                | Pietro Nenni                  |      |
|         | Partito Comunista Italiano (PCI)                        | Sinistra        | Comunismo                 | Palmiro Togliatti             |      |
|         | Unione Democratica Nazionale                            | Centro-destra   | Liberalismo               | Luigi Einaudi                 |      |
|         | Fronte dell'Uomo Qualunque (FUQ)                        | Destra          | Qualunquismo              | Guglielmo Giannini            |      |
|         | Partito Repubblicano Italiano (PRI)                     | Centro-sinistra | Repubblicanesimo          | Randolfo Pacciardi            |      |
|         | Blocco Nazionale della Libertà                          | Destra          | Monarchismo               | Roberto Lucifero d'Aprigliano |      |

## Campagna elettorale
Alcide De Gasperi si impegnò fortemente in campagna elettorale per rendere la Democrazia Cristiana, un partito moderno e interclassista, attento non solo alle richieste del ceto medio e dei cattolici ma anche delle classi operaie e contadine. Ottenne infatti il sostegno delle ACLI e della Coldiretti. Questa strategia rese la DC un vero e proprio partito di massa in grado di competere con comunisti e socialisti anche nel loro elettorato di riferimento. Il partito si mantenne comunque strettamente legato al Cattolicesimo e infatti ebbe il pieno sostegno della Chiesa.
L'evento più importante della campagna elettorale fu l'abdicazione di Vittorio Emanuele III in favore di Umberto II nel tentativo di risollevare le sorti della monarchia visto il forte sostegno delle forze politiche nel referendum. Erano infatti apertamente schierati per la repubblica le forze della sinistra, gli azionisti, i repubblicani, parte dei liberali e la maggioranza della DC.

## Risultati

Partiti maggioritari nelle singole circoscrizioni.

|                                                                  |                                                               |            |       |       |  |  |
| Partito                                                          | Partito                                                       | Voti       | %     | Seggi |  |  |
|                                                                  | Democrazia Cristiana (DC)                                     | 8 101 004  | 35,21 | 207   |  |  |
|                                                                  | Partito Socialista Italiano di Unità Proletaria (PSI)         | 4 758 129  | 20,68 | 115   |  |  |
|                                                                  | Partito Comunista Italiano (PCI)                              | 4 356 686  | 18,93 | 104   |  |  |
|                                                                  | Unione Democratica Nazionale (UDN)                            | 1 560 638  | 6,79  | 41    |  |  |
|                                                                  | Fronte dell'Uomo Qualunque (FUQ)                              | 1 211 956  | 5,27  | 30    |  |  |
|                                                                  | Partito Repubblicano Italiano (PRI)                           | 1 003 007  | 4,36  | 23    |  |  |
|                                                                  | Blocco Nazionale della Libertà (BNL)                          | 637 328    | 2,77  | 16    |  |  |
|                                                                  | Partito d'Azione (Pd'Az)                                      | 334 748    | 1,45  | 7     |  |  |
|                                                                  | Movimento per l'Indipendenza della Sicilia (MIS)              | 171 201    | 0,74  | 4     |  |  |
|                                                                  | Partito dei Contadini d'Italia (PCd'I)                        | 102 393    | 0,44  | 1     |  |  |
|                                                                  | Concentrazione Democratica Repubblicana (CDR)                 | 97 690     | 0,42  | 2     |  |  |
|                                                                  | Partito Sardo d'Azione (PSdAz)                                | 78 554     | 0,34  | 2     |  |  |
|                                                                  | Movimento Unionista Italiano (MUI)                            | 71 021     | 0,31  | 1     |  |  |
|                                                                  | Partito Cristiano Sociale (PCS)                               | 51 088     | 0,22  | 1     |  |  |
|                                                                  | Partito Democratico del Lavoro (DL)                           | 40 633     | 0,18  | 1     |  |  |
|                                                                  | Movimento Nazionale per la Ricostruzione                      | 39 748     | 0,17  | 0     |  |  |
|                                                                  | Unione Democratica Indipendente Lavoro e Libertà              | 36 398     | 0,16  | 0     |  |  |
|                                                                  | Alleanza Repubblicana Italiana                                | 34 363     | 0,15  | 0     |  |  |
|                                                                  | Alleanza Monarchica Italiana                                  | 30 505     | 0,13  | 0     |  |  |
|                                                                  | Movimento Democratico Monarchici Italiani                     | 30 017     | 0,13  | 0     |  |  |
|                                                                  | Partito del Reduce Italiano                                   | 24 764     | 0,11  | 0     |  |  |
|                                                                  | Partito Comunista Internazionalista (PCInt)                   | 22 644     | 0,10  | 0     |  |  |
|                                                                  | Fronte Democratico Progressista Repubblicano(PCI-PSI-PdA–PRI) | 21 853     | 0,09  | 1     |  |  |
|                                                                  | Altre liste                                                   | 194111     | 0,87  | 0     |  |  |
| Totale                                                           | Totale                                                        | 23 010 479 | 100   | 556   |  |  |
| Schede bianche                                                   | Schede bianche                                                | 643 067    | 2,30  |       |  |  |
| Schede nulle                                                     | Schede nulle                                                  | 1 293 641  | 4,62  |       |  |  |
| Votanti                                                          | Votanti                                                       | 24 947 187 | 89,08 |       |  |  |
| Elettori                                                         | Elettori                                                      | 28 005 449 | 100   |       |  |  |
| Fonte: Archivio storico delle elezioni - Ministero dell'Interno. |                                                               |            |       |       |  |  |

## Analisi territoriale del voto

Partiti maggioritari nelle singole province.

La Democrazia Cristiana si impone come partito predominante nel Triveneto e nell'alta Lombardia con percentuali superiori alla maggioranza assoluta dei voti. Riscuote molto successo anche in Provincia di Lucca, tra Lazio, Abruzzo e Campania, e nelle isole maggiori dove raggiunge consensi superiori al 40%. In linea con la media nazionale sono le percentuali del rimanente Sud Italia, del Nord Ovest, mentre sono nettamente inferiori alla media in Toscana, Emilia-Romagna, dove ottiene meno del 30%, Umbria e Marche.
Il PSIUP ottiene risultati notevoli solo nel Centro-Nord Italia mentre nel resto del Paese si ritrova in una posizione molto minoritaria, con l'eccezione del sud della Sicilia . È particolarmente forte, con risultati superiori al 30% dei voti, tra Piemonte, Lombardia Occidentale e Meridionale, in Emilia, ma non in Romagna dove risulta piuttosto debole, in Veneto, soprattutto nelle Province di Rovigo, Venezia e Verona, e, infine, nel Friuli. Ottiene invece risultati irrilevanti in Campania e Sardegna dove non raggiunge nemmeno il 10% dei voti.
Il Partito Comunista Italiano raccoglie la maggior parte dei suoi consensi in Emilia-Romagna e Toscana dove ottiene tra il 35-40% dei voti. Riscuote un discreto successo anche in Piemonte, Liguria, Umbria, Marche, nella bassa Lombardia e sulla costa Veneta e nelle province di Foggia e Agrigento con risultati tra il 25 e il 35%. Nel resto del Paese non riesce a superare il 15% dei voti, trovando molta difficoltà soprattutto nel Triveneto, e in Campania e nel nord della Sicilia.
L'Unione Democratica Nazionale trova consenso soprattutto nel Sud Italia, superando il 10% dei voti in Calabria, Puglia e Sicilia, il 20% in Campania e Basilicata e, addirittura, il 30% nella Provincia di Benevento. Molto debole invece nel Centro-Nord, con l'eccezione del Piemonte occidentale, dove ottiene risultati al di sopra della media nazionale.
Il Fronte dell'Uomo Qualunque, pur non presentandosi in tutte le circoscrizioni ottiene un discreto successo, soprattutto nel Sud Italia, da cui vengono la maggior parte dei suoi consensi. In Sardegna, Sicilia e Campania ottiene più del 10% dei voti, con più del 15% nelle province di Napoli e Bari. Risultati conformi alla media nazionale nel Centro Italia grazie all'ottima prestazione nella Provincia di Roma dove ottiene più dell'8% dei voti. Nel Nord Italia i risultati sono inferiori alla media nazionale ma si registrano buone percentuali nelle grandi città come Milano e Bologna.
Il Partito Repubblicano Italiano si trova risultati che lo radicano fortemente nel Centro Italia, specialmente in Romagna, Marche, Lazio e Umbria dove viaggia sopra il 15%. Altre zone forti sono la costa toscana, soprattutto nelle province di Grosseto e Massa Carrara, e la Provincia di Trapani. Nel resto del Paese ottiene risultati mediocri, comunque migliori nel Sud Italia che nel Nord con alcune sporadiche eccezioni.
Il Blocco Nazionale della Libertà non si presenta in tutte le circoscrizioni ma nonostante questo ottiene un buon risultato. Ciò è dovuto agli ottimi risultati nel Sud Italia, dove ottiene quasi ovunque risultati molto al di sopra della media nazionale. In particolare, registra valori particolarmente elevati, tanto da collocarlo come secondo partito, nel Salento, dove supera il 20% dei voti, e in Provincia di Catanzaro. Risultati al di sotto della media nazionale nelle regioni centro-settentrionali dove spesso non raggiunge il punto percentuale..
Complessivamente la DC risulta primo partito nella gran parte delle province. In particolare, conquista quasi tutte le province del Nord e la totalità di quelle del Mezzogiorno. Tuttavia in molte zone del Sud si impone con vantaggi ridotti, seguita spesso da liberali, monarchici o qualunquisti. Molto più granitiche sono le vittorie conquistate tra Alta Lombardia e Triveneto, mentre tra Lombardia Occidentale e Piemonte i vantaggi risultano molto risicati. Tutto il Nord è però accomunato dal vedere il PSIUP come secondo partito. Questo spiega il fatto che i socialisti, pur essendo secondi nazionalmente, riescano ad imporsi solo in 4 province, che peraltro non sono quelle in cui ottengono i risultati migliori, ma rappresentano zone di passaggio tra il forte consenso democristiano e quello comunista. Infatti il PCI ha una distribuzione elettorale molto più locale e si impone in Emilia, in Toscana, Umbria e Marche nord.

Democrazia Cristiana
Partito Socialista Italiano di Unità Proletaria
Partito Comunista Italiano
Unione Democratica Nazionale
Fronte dell'Uomo Qualunque
Partito Repubblicano Italiano
Blocco Nazionale della Libertà
Distacco tra primo e secondo partito

## Conseguenze del voto

### La conferma dei governi del CLN
Le forze politiche del CLN, già riunite nel Governo De Gasperi I, ottennero la quasi totalità del parlamento quasi equidistribuito tra le forze della sinistra e i moderati democristiani. La vittoria della Repubblica nel referendum istituzionale fece decadere la monarchia, con l'esilio volontario dei Savoia, e come Capo provvisorio dello Stato fu eletto il liberale Enrico De Nicola. A presiedere l'Assemblea fu chiamato invece il socialista Giuseppe Saragat, futuro Presidente della Repubblica. Un mese dopo le elezioni De Gasperi formò un nuovo governo composto da DC, PCI, PSIUP e PRI.